# Bathypterois
Bathypterois es un género de peces aulopiformes de la familia Ipnopidae.

## Especies
Se han descrito 19 especies de este género:
- Bathypterois andriashevi Sulak & Shcherbachev, 1988
- Bathypterois atricolor Alcock, 1896
- Bathypterois bigelowi Mead, 1958
- Bathypterois dubius Vaillant, 1888
- Bathypterois filiferus Gilchrist, 1906
- Bathypterois grallator (Goode & T. H. Bean, 1886)
- Bathypterois guentheri Alcock, 1889
- Bathypterois insularum Alcock, 1892
- Bathypterois longicauda Günther, 1878
- Bathypterois longifilis Günther, 1878
- Bathypterois longipes Günther, 1878
- Bathypterois oddi Sulak, 1977
- Bathypterois parini Shcherbachev & Sulak, 1988
- Bathypterois pectinatus Mead, 1959
- Bathypterois perceptor Sulak, 1977
- Bathypterois phenax A. E. Parr, 1928
- Bathypterois quadrifilis Günther, 1878
- Bathypterois ventralis Garman, 1899
- Bathypterois viridensis (Roule, 1916)